# Alicia Escola
Alicia Escola (Quilmes, Buenos Aires, Argentina, 1960) es una exmodelo y cantante argentina de la década de 1980.

## Carrera
Rubia y de ojos celestes, nació en la localidad porteña de Quilmes. Vivió en una familia de clase media junto a su madre Rosa de Escola y su hermana Mariel Escola. Su notable belleza la llevó al modelaje desde muy chica junto a otras como Sonia Pepe.
Junto con su hermana ganaron diferentes concursos de belleza, entre ellas la de Miss Sexy Internacional. Egresó del Colegio Nacional de Quilmes José Manuel Estrada.
En 1981 forma junto con su hermana y Sandra Smith el grupo Los Ángeles de Smith, donde solían interpretar canciones picarescas producidas por el legendario Francis Smith. Al poco tiempo integra un grupo musical junto a su hermana Mariel Escola y la vedette Graciela Lyon llamado F. B. I., luego forman Escola Lyon con un estilo más tropical, y más tarde Alicia, Graciela y Mariel. Se caracterizaban por sus botas bucaneras, vinchas, hombreras y strass. En ese año llegaron hasta Perú para promover el estreno de la película Ritmo, Amor y Primavera. Sus presentaciones se realizaron en el Sky Room del Hotel Crillón además de grabar un especial para RTP Canal 7. Sus discos ya se difundían a través de la disquera “El Virrey”. En 1984 participan del Festival de música transmitido por Canal 9, donde además de cantar fueron las presentadoras de artistas como Jorge Sobral, Cacho Castaña José Vélez, Manuela Bravo y Ginamaría Hidalgo, entre otros. En 1986 trabajan en la película Los superagentes contra los fantasmas, dirigida por Julio Saraceni,  donde interpretaron los temas Calentame los pies y Por mi parte no va más.
También fue tapa de revistas famosas del momento como la Revista Radiolandia en 1979.
En 2012 volvió junto a Smith y Mariel con Los Ángeles de Smith, en un espectáculo en el Teatro del Ángel.
Actualmente es promotora de una empresa cosmética.

## Discografía
- 1986: "Calentame los pies" - Los Ángeles de Smith - RCA/ARIOLA
- 1987: "Ayer y hoy" - Sandra y Los Ángeles de Smith - MICROFÓN
- 1987: "Bailemos" - F.B.I. - EPIC
- 1991: "Como un ladrón" - Escola Lyon - ECCO SOUND

## Temas interpretados
- Súbete a mí barco
- Calentame los pies.
- Por mi parte no va más
- No te banco más
- En el hilo del yo-yo
- Fiesta tropical.
- El chico rosa
- Llamen a mí mamá
- San Zarabanda
- Cómo arremete.
- Negrito mío